# تهابو كالينجي
تهابو كالينجي (بالإنجليزية: Thabo Qalinge) (28 أغسطس 1991 بسويتو في جنوب أفريقيا - ) هو لاعب كرة قدم جنوب أفريقي في مركز الوسط. لعب مع أورلاندو بيراتس وسوبر سبورت يونايتد ونادي مبومالانجا بلاك أسأت.

## روابط خارجية
- تهابو كالينجي على موقع قاعدة بيانات كرة القدم.إي يو (الإنجليزية)
- تهابو كالينجي على موقع Soccerway.com (الإنجليزية)